# Грозни, мръсни и зли
„Грозни, мръсни и зли“ (на италиански: Brutti, sporchi e cattivi) е италиански комедиен филм от 1976 година на режисьора Еторе Скола.

## Сюжет
В покрайнините на Рим в мръсна барака, изработена от гниещи дъски, счупени кутии и парчета ръждясала ламарина, живее огромното семейство на Джачинтро Мацатела: съпруга, деца, внуци, племенници, зетове, снаха и други, включително неговата полупарализирана майка, която не става от стола - количка.
В голямото семейство всички са заети със собствен бизнес: някой върши мръсна работа, друг търгува с крадени стоки, трети се занимава с проституция, но според Джачинтро Мацатела членовете на „семейството“ му са обединени само от желанието да му вземат милиона лири, които крие от всички: той сам ги търси и след като ги намери, отново ги крие. Докато един ден той довежда в къщи нова жена и обявява на семейството, че ще живее с нея. Тогава цялото семейство решава да отрови Джачинто.

## В ролите
| Изпълнител           | Роля              |
| -------------------- | ----------------- |
| Нино Манфреди        | Джачинто Мацатела |
| Марчела Микеланджели | Пощаджийка        |
| Марчела Батисти      | Марчела Челийо    |
| Франко Мерли         | Фернандо          |